# Gliwice Wschodnie
Gliwice Wschodnie – dawna wąskotorowa stacja kolejowa w Gliwicach, w województwie śląskim, w Polsce. Stacja była zlokalizowana w kilometrze 16,29 linii Bytom Karb Wąskotorowy - Markowice Raciborskie Wąskotorowe. Została otwarta w 1895 roku przez KPEV, zamknięta w 1996 roku i zlikwidowana w 1999 roku.